# Лусс, Эдуард Эдуардович
Эдуард Эдуардович Лусс (1912—1980) — советский конструктор реактивных авиационных двигателей, лауреат Сталинской премии.

## Биография
Окончил Дальневосточный политехнический институт (1937).
С 1940 работал в ОКБ А. М. Люльки. С 1946 первый заместитель главного конструктора ОКБ-165, в 1957—1976 главный конструктор ОКБ-45.
В 1957—1969 годах начальник ОКБ на серийном заводе № 45 в Москве (п/я 282). С 1963 г. предприятие носило название ОКБ-45-165, с 1966 г. — МКБ «Гранит».

## Награды и премии
- Сталинская премия первой степени (1951) — за работу в области машиностроения
- орден Ленина
- орден Октябрьской революции
- два ордена Трудового Красного Знамени
- орден Красной Звезды
- медали